# ヤーコプ3世 (バーデン＝ハッハベルク辺境伯)

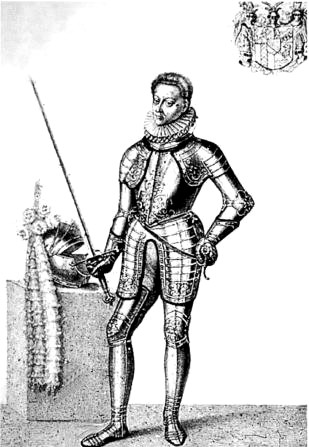
ヤーコプ3世

ヤーコプ3世（Jakob III., 1562年5月26日 - 1590年8月17日）は、バーデン＝ハッハベルク辺境伯（在位：1584年 - 1590年）。エメンディンゲンに居を構えた。1590年にルター派からカトリックに改宗し、政治的混乱を引き起こした。

## 生涯
ヤーコプ3世はバーデン＝ドゥルラハ辺境伯カール2世とプファルツ＝フェルデンツ公ループレヒトの娘アンナ・フォン・プファルツ＝フェルデンツの次男として生まれた。1557年から、ヤーコプと兄のエルンスト・フリードリヒは後見人であったヴュルテンベルク公ルートヴィヒ敬虔公の宮廷で教育を受けた。ヤーコプは科学の発展に非常に興味を持っており、テュービンゲンとシュトラスブルクで学んだ。その後、イタリアとフランスへグランドツアーに出かけた。

### 摂政による統治期間（1577年 - 1584年）
1577年に父カール2世が亡くなったとき、ヤーコプは未成年でバーデン＝ハッハベルク辺境伯位を継承した。このため辺境伯領は母のアンナ・フォン・フェルデンツ、プファルツ選帝侯ルートヴィヒ6世（1583年まで）、プファルツ＝ノイブルク公フィリップ・ルートヴィヒ、そしてヴュルテンベルク公ルートヴィヒ敬虔公で構成される摂政団により統治された。

### 領土の分割
ヤーコプと長兄エルンスト・フリードリヒは、バーデンの自らの領地の統治者になりたいと考えていた。父親の最後の遺言により辺境伯領のさらなる分割は禁じられていたが、遺言書には適切に署名、押印がされていなかった。これにより3人の摂政により遺言は無効とされ、領土の分割が認められ、バーデンはそれまでのバーデン＝バーデンとバーデン＝ドゥルラハの分割からさらなる分割が行われた。ヤーコプはハッハベルク領を獲得し、その拠点はエメンディンゲンに置かれた。エルンスト・フリードリヒは、ドゥルラハとプフォルツハイムの2大都市を含むニーダー・バーデンを受け取った。また、末弟のゲオルク・フリードリヒは、レッテルン領、バーデンヴァイラー領およびバーデン＝ザウセンブルク辺境伯領を含むオーバー・バーデンを手に入れた。
1591年にヤーコプの息子エルンスト・ヤーコプが亡くなると、バーデン＝ハッハベルクはエルンスト・フリードリヒのものとなった。さらに1604年にエルンスト・フリードリヒが男子相続人を残さずに亡くなると、領地はすべてエルンスト・フリードリヒのものとなり、それによりバーデン＝ドゥルラハは再統一された。

## 改宗
3人の兄弟は宗教面において異なる道を歩んだ。3人ともルター派の教育を受けた。のちにエルンスト・フリードリヒはカルヴァン派に改宗し、ヤーコプはカトリックに改宗したが、ゲオルク・フリードリヒはルター派のままであった。
1582年、ケルン大司教ゲープハルト・トルフゼス・フォン・ヴァルトブルクがルター派に改宗したことにより、大司教区の放棄を拒否したゲープハルトと、その後継者として選出されたエルンスト・フォン・バイエルンとの間で戦争が勃発した。ゲープハルトは大司教区をルター派に改宗させようとし、美しい伯爵夫人アグネス・フォン・マンスフェルト＝アイスレーベンと同盟を結んだ。ヤーコプはこの戦争でスペインの将軍パルマ公アレッサンドロ・ファルネーゼの下で戦った。その後、カトリックのロレーヌ公シャルル3世のもとで仕えた。
1582年、22歳のときにヤーコプは16歳のエリザベト・ファン・クレンボルフ＝パランツと結婚した。エリザベトは莫大な財産の唯一の相続人であった。夫妻の結婚生活は幸せなもので、4人の子供が生まれた。しかし、結婚生活はわずか6年間しか続かなかった。1588年、夫婦はホッホブルクから小さなエメンディンゲン城に移った。1590年1月1日、ヤーコプは市場町エメンディンゲンに都市権を与えた。
宗教的分裂が深刻であったこの時期、ヤーコプはカトリック教徒、ルター派、カルヴァン派の3つのキリスト教陣営を注意深く見守った。1589年と1590年に、ヤーコプはヴュルテンベルク出身のルター派神学者とカトリック教徒との間で、最初はバーデン＝バーデンで、2番目はエメンディンゲンで、2つの対話会を開催させた。エメンディンゲンでは、ルター派側はシュトラスブルク出身のヨハネス・パプスが率い、カトリック側はヤーコプの宮廷牧師ヨハネス・ゼヘンダーが率いた。その後、ヤーコプは首席議員ヨハン・ピストリウスが2年前に改宗したように、1590年7月15日にシトー会のテネンバッハ修道院でローマ・カトリックに改宗した。ヤーコプは1555年のアウクスブルクの和議後に改宗した初めてのドイツのプロテスタント諸侯であったため、この改宗はドイツ国内で大きな波紋を呼んだ。この和議における君臣信教一致の原則（Cuius regio, eius religio）の規定に基づき、カトリックは1590年8月10日にバーデン＝ハッハベルク辺境伯の国教とされた。教皇シクストゥス5世はヤーコプに大きな期待を寄せていた。

## 死
しかし、わずか1週間後、健康であった28歳のヤーコプが突然死去した。遺体はフライブルク大学医学部の2人の教授によって解剖されたが、これは16世紀では非常に珍しい処置であった。解剖報告書の正確なラテン語によると、死因はヒ素（As2O3）による中毒であったという。ヤーコプの遺書には、当時カトリック教徒であったバーデン＝バーデンに埋葬されることを希望していると記されていた。しかし、ヤーコプはプフォルツハイムの聖ミヒャエル教会に埋葬された。墓の碑文には、カトリックへの改宗については記されていない。
ヤーコプの死から1週間の後、未亡人エリザベト・ファン・クレンボルフ＝パランツは後継者であるエルンスト・ヤーコプを出産した。エルンスト・フリードリヒは不法に赤ん坊を引き取り、保護した。赤ん坊は9か月も経たないうちに1591年5月29日に死去した。バーデン＝ハッハベルクはエルンスト・フリードリヒの手に落ち、エルンスト・フリードリヒはバーデン＝ハッハベルクをルター派に戻した。エリザベト・ファン・クレンボルフ＝パランツは、夫の死後にカトリックに改宗した。その後、エルンスト・フリードリヒは、ヤーコプの遺言に基づいて未亡人エリザベトに権利が与えられていたエメンディンゲンの寡婦財産をエリザベトに与えることを拒否した。
ヤーコプ3世の死を巡る出来事は、宗教問題における二極化の増大を示している。宗教間の緊張は高まり、ドイツの諸侯らの権力への欲望は非常に強かった。30年も経たないうちに、これらの緊張は三十年戦争中に恐ろしい形で解消されることになる。

## 結婚と子女
ヤーコプ3世は1584年9月6日に、パランツ＝クレンボルフ伯フロリス1世（1537年 - 1598年）の娘エリザベト・ファン・クレンボルフ＝パランツ（1567年 - 1620年5月8日）と結婚した。2人の間には4子が生まれた。
- アンナ（1585年6月13日 - 1649年3月11日） - 1607年にヴァルデック＝アイゼンベルク伯ヴォルラト4世（1588年7月7日 - 1640年10月6日）と結婚
- カール・エルンスト（1588年6月21日 - 1588年9月19日）
- ヤコベア（1589年6月2日 - 1625年9月29日）
- エルンスト・ヤーコプ（1590年8月24日 - 1591年5月29日）